# Miguel Hernández Saffirio
José Miguel Hernández Saffirio (Curacautín, Provincia de Malleco, Región de La Araucanía, 18 de julio de 1949) es un laboratorista químico, empresario turístico y político chileno. Entre 2016 y 2017 se desempeñó como intendente de la región de la Araucanía.
Anteriormente fue Diputado de la República de Chile por las comunas de Curacautín, Galvarino, Lautaro, Lonquimay, Melipeuco, Perquenco, Victoria y Vilcún (Distrito N.º 49) por dos períodos consecutivos, entre 1994 y 2002; y alcalde de Galvarino, en la Provincia de Cautín, Región de La Araucanía, por dos períodos consecutivos, entre 2004 y 2012.
En las elecciones municipales de 2024 fue electo concejal de la comuna de Galvarino.

## Biografía
Sus estudios primarios y secundarios los realizó en el Instituto Victoria de la ciudad del mismo nombre y los universitarios, en la Universidad de Chile, Temuco, donde obtuvo el título de Laboratorista Químico; en la Universidad de Concepción, desarrolló posteriormente, algunos cursos de administración de empresas y relaciones públicas para el sector turismo.
Inició sus actividades políticas durante la época universitaria, como presidente del Centro de Alumnos de los Laboratoristas Químicos en 1969. Al año siguiente asumió como representante estudiantil ante el Consejo Normativo de la Universidad de Chile, Sede Temuco. Luego, en 1972 se desempeñó como delegado de curso en la Escuela de Economía de la Universidad de Concepción, llegando al cargo de directivo del Centro de Alumnos de ese plantel, en 1983.
En esos años desempeñó funciones públicas, principalmente en la ciudad de Victoria; entre 1981 y 1982 fue presidente del Club de Leones de esa ciudad; entre 1984 y 1985 asumió la presidencia de la Sociedad Pro-Adelanto ciudad Victoria; y entre 1985 y 1986 fue elegido presidente de la Cámara de Comercio e Industria y vicepresidente del Club Deportes Victoria. En 1989 fue director general de la 39.ª Convención Distrital de Clubes de Leones y entre 1990 y 1991 presidió el Comité de Riego, Canal Victoria-Lautaro-Traiguén.
En el ámbito político se incorporó al Partido Demócrata Cristiano, ocupando el cargo de vicepresidente comunal de este partido en Victoria en 1988; además de ser representante de su colectividad en el Comando por el NO. Luego, entre 1989 y 1990, fue designado presidente comunal de la Democracia Cristiana en Victoria y de la Concertación de Partidos por la Democracia. 
Fue elegido presidente provincial de su colectividad en Malleco y delegado a la Junta Nacional.
Entre otras actividades es empresario hotelero y columnista esporádico en los diarios "Las Noticias" de Victoria y "El Austral" de Temuco. También, ha participado en las radios "Araucana", "Frontera" y "Copihue" FM de Victoria.

## Cargos públicos
En 1993 fue elegido diputado por Distrito N.º 49, comunas de "Victoria, Curacautín, Lonquimay, Melipeuco, Vilcún, Lautaro, Perquenco, y Galvarino", IX Región de La Araucanía, período 1994 a 1998; integró la Comisión Permanente de Agricultura, Silvicultura y Pesca; fue diputado reemplazante en la Comisión Permanente de Obras Públicas, Transportes y Telecomunicaciones; en la de Economía, Fomento y Desarrollo; y en la de Vivienda y Desarrollo Urbano. Fue miembro de la Comisión Especial de Turismo.
En diciembre de 1997 fue reelecto diputado, por el mismo Distrito, período 1998 a 2002; continuó en la Comisión Permanente de Agricultura, Silvicultura y Pesca, presidiéndola y se incorporó a la Comisión Permanente de Obras Públicas, Transportes y Telecomunicaciones. En el siguiente período, no postuló nuevamente al Parlamento.
En 2004 reaparece a la escena política, esta vez en la política local como alcalde de la comuna de Galvarino en La Araucanía, cargo que ocupó hasta el 7 de diciembre de 2012, tras no haber respostulado.
El 14 de diciembre de 2016 fue nombrado intendente de la región de la Araucanía por la presidenta Michelle Bachelet.
Se presentó como candidato a concejal por la comuna de Galvarino en las elecciones municipales de octubre de 2024, cargo para el que resultó electo para el cuadrienio 2024-2028.

## Historia electoral

### Elecciones parlamentarias de 1993
- Elecciones parlamentarias de 1993, para el Distrito 49, Curacautín, Galvarino, Lautaro, Lonquimay, Melipeuco, Perquenco, Victoria y Vilcún[2]

| Candidato                     | Pacto                                | Partido | Votos  | %     | Resultado |
| ----------------------------- | ------------------------------------ | ------- | ------ | ----- | --------- |
| Miguel Hernández Saffirio     | Concertación por la Democracia       | PDC     | 19 518 | 29,74 | Diputado  |
| José Antonio Galilea Vidaurre | Unión por el Progreso de Chile       | RN      | 18 773 | 28,60 | Diputado  |
| Ramiro Pizarro Ruedi          | Concertación por la Democracia       | PPD     | 17 130 | 26,10 |           |
| Enrique Estay Peñaloza        | Unión por el Progreso de Chile       | UCC     | 6327   | 9,64  |           |
| Juan Catalán Lincoleo         | Alternativa Democrática de Izquierda | PC      | 2405   | 3,66  |           |
| Antonio Cantero Figueroa      | La Nueva Izquierda                   | AHV     | 1480   | 2,25  |           |

### Elecciones parlamentarias de 1997
- Elecciones Parlamentarias de 1997, para el Distrito 49, Curacautín, Galvarino, Lautaro, Lonquimay, Melipeuco, Perquenco, Victoria y Vilcún[3]

| Candidato                     | Pacto                          | Partido | Votos  | %     | Resultado |
| ----------------------------- | ------------------------------ | ------- | ------ | ----- | --------- |
| Miguel Hernández Saffirio     | Concertación por la Democracia | DC      | 20 208 | 35,56 | Diputado  |
| José Antonio Galilea Vidaurre | Unión por Chile                | RN      | 13 596 | 23,93 | Diputado  |
| Jaime Quintana Leal           | Concertación por la Democracia | PPD     | 13 216 | 23,26 |           |
| Gregorio Correa de la Maza    | Unión por Chile                | Indep.  | 5702   | 10,03 |           |
| Juan Catalán Lincoleo         | La Izquierda                   | PC      | 1455   | 2,56  |           |
| Orwal Casanova Cameron        | Chile 2000                     | Indep.  | 1076   | 1,89  |           |
| Antonio Inostroza Segura      | La Izquierda                   | PC      | 917    | 1,61  |           |
| Freddy Díaz Retamal           | Humanista                      | PH      | 655    | 1,15  |           |

### Elecciones parlamentarias de 2001
- Elecciones Parlamentarias de 2001 a Senador por la Circunscripción 14 (Araucanía Norte)[4]

| Candidato                 | Pacto                          | Partido | Votos  | %     | Resultado |
| ------------------------- | ------------------------------ | ------- | ------ | ----- | --------- |
| Alberto Espina Otero      | Alianza por Chile              | RN      | 68 627 | 48,50 | Senador   |
| Roberto Muñoz Barra       | Concertación por la Democracia | PPD     | 35 051 | 27,06 | Senador   |
| Miguel Hernández Saffirio | Concertación por la Democracia | DC      | 27 645 | 21,35 |           |
| Ernesto Araneda Briones   | Partido Comunista              | PC      | 4004   | 3,09  |           |

### Elecciones municipales de 2004
- Elecciones municipales de 2004, para la alcaldía de Galvarino[5]

| Candidato                 | Pacto                           | Partido | Votos | %     | Resultado |
| ------------------------- | ------------------------------- | ------- | ----- | ----- | --------- |
| Claudio Cárcamo Órdenes   | Alianza                         | RN      | 2406  | 37,40 |           |
| Miguel Hernández Saffirio | Concertación por la Democracia  | PDC     | 3078  | 47,84 | Alcalde   |
| José Naín Pérez           | Independiente                   | IND.    | 441   | 6,85  |           |
| Alfredo Millán Ñiripil    | Nueva Alternativa Independiente | ANI     | 168   | 2,61  |           |

### Elecciones municipales de 2008
- Elecciones municipales de 2008, para la alcaldía de Galvarino[6]

| Candidato                 | Pacto                          | Partido | Votos | %     | Resultado |
| ------------------------- | ------------------------------ | ------- | ----- | ----- | --------- |
| Miguel Hernández Saffirio | Concertación por la Democracia | PDC     | 2589  | 39,70 | Alcalde   |
| Míryam Contreras Villagra | Independiente                  | IND.    | 1496  | 22,94 |           |
| Adolfo Catalán Lincoleo   | Juntos Podemos Más             | PCCh    | 214   | 3,33  |           |
| Andrés Riffo Araneda      | Alianza                        | RN      | 1929  | 29,58 |           |